# Džanan Musa
Džanan Musa (* 8. Mai 1999 in Bihać) ist ein bosnisch-herzegowinischer Basketballspieler. Der auf mehreren Positionen einsetzbare Musa spielt für Dubai Basketball. Während seiner vorherigen Laufbahn stand er unter anderem bei den Brooklyn Nets in der National Basketball Association (NBA) und bei Real Madrid in der Liga ACB unter Vertrag.

## Karriere

### KK Cedevita (2014–2018)
Im Dezember 2014 unterzeichnete Musa seinen ersten Vertrag beim kroatischen Verein KK Cedevita. Er gab am 15. Oktober 2015 seinen Einstand in der Euroleague. Er war der neuntjüngste Spieler, der jemals in der EuroLeague debütierte.
Im Juni 2017 nahm Musa am Adidas Eurocamp teil, einem Veranstaltung in Treviso, in der sich Spieler für das NBA-Draftverfahren empfehlen. Er wurde zum am meisten verbesserten Spieler des Eurocamps 2017 ernannt.
In der Saison 2017/18 gewann er die Rising Star Trophy der Eurocup. Er gewann auch den Preis der ABA Top League Prospect und All-ABA League Team.

### Brooklyn Nets (2018–2020)
Beim NBA-Draftverfahren am 22. Juni 2018 wurde er von den Brooklyn Nets ausgewählt und unterzeichnete am 12. Juli einen Mehrjahresvertrag. Während seiner ersten NBA-Saison wurde er mehrmals an die Long Island Nets abgestellt. Am 20. November 2020 wurde Musa an die Detroit Pistons abgegeben, dort jedoch am 20. Dezember wieder entlassen.

### Anadolu Efes (2021)
Am 13. Januar 2021 unterschrieb er einen Vertrag bis 2023 bei Anadolu Efes in der türkischen Basketball-Profiliga. Im selben Jahr nutzte der Verein am 27. Juni eine Klausel, um aus dem Vertrag mit Musa auszusteigen. Während dieser kurzen Zeit wurde er in vier Spielen der EuroLeague eingesetzt und kam auf eine Spielzeit von insgesamt zwölf Minuten. Er bestritt für die Mannschaft ebenfalls acht Spiele in der türkischen Liga, wo er im Durchschnitt 11,4 Punkte pro Spiel erzielte.

### CB Breogán (2021–2022)
Am 21. Juli 2021 wechselte Musa zu CB Breogán in die spanische Liga ACB. Er wurde als bester Spieler der ACB-Saison 2021/22 ausgezeichnet. Musas Mittelwerte während seines Jahres bei CB Breogán waren 20,1 Punkte, 5,1 Rebounds und 3,1 Vorlagen je Begegnung.

### Real Madrid (2022–2025)
Im Sommer 2022 wurde er von Real Madrid verpflichtet. Mit der Mannschaft gewann Musa im Mai 2023 die Euroleague. Im Spieljahr 2023/24 kamen drei Titel hinzu: Spanischer Meister, Pokalsieger und Supercup. Musa wurde als bester Spieler der Endspielserie um die spanische Meisterschaft 2024 ausgezeichnet und war in dieser Saison mit 14,2 Punkten je Begegnung Reals bester Korbschütze in der Liga ACB. 2025 wurde er abermals spanischer Meister.

### Dubai Basketball (seit 2025)
Im Sommer 2025 nahm Musa ein Angebot der Mannschaft Dubai Basketball an, die zuvor das Teilnahmerecht für die EuroLeague erhalten hatte.

### Nationalmannschaft
Mit seiner Nationalmannschaft gewann er 2015 die U16-Europameisterschaft in Litauen.
Musa wurde bei der U16-Basketball-Europameisterschaft 2015 zum besten Spieler der Veranstaltung gewählt, nachdem ihm je Begegnung im Schnitt 23,3 Punkte, 9 Rebounds sowie 6,3 Korbvorlagen gelungen waren. Bei der U18-Basketball-Europameisterschaft 2016 erzielte er 20,2 Punkte je Begegnung und führte damit die Korbjägerliste des Turniers an.